# Grand Ventron
Le Grand Ventron  est un sommet du massif des Vosges culminant à 1 204 m d'altitude. Il est partagé entre Ventron et Cornimont du côté lorrain et Kruth du côté alsacien. Plus au sud se trouve le Petit Ventron qui culmine à 1 155 mètres d'altitude.
Le sommet est dépourvu de végétation. On voit parfaitement le tracé de la route des Crêtes par-delà la vallée de la Thur. Par beau temps froid, les Alpes suisses émergent d'une mer de brume. La table d'orientation annonce le Cervin à seulement 227 km à vol d'oiseau.

## Toponymie
On trouve les formes anciennes suivantes au XVIe siècle : Winterau, Wynterau (dans un document datant de 1579), Winteraw pour le Grand Ventron en 1582 et Wintheraw pour Ventron en 1594. Ensuite, la localité est attestée au XVIIIe siècle sous les formes Ventus rotundus en 1768, et Vennetron ou  Ventron  sur la carte de Cassini. La prononciation de Ventron est « Vèn-tron ».
La forme alémanique tardive Winterau s'interprète a priori comme un composé reposant sur les éléments Winter- signifiant « hiver » et -au signifiant « prairie, pré », d'où le sens global de « prairie, pré d'hiver ». La forme moderne Ventron résulte d'un phénomène de francisation.
Cependant, les spécialistes ne tiennent pas compte de ces formes tardives qu'ils rejettent comme étant liées à l'étymologie populaire. Peut-être s'agit-il du nom de personne germanique Winther, suivi du suffixe -onem mais le spécialiste François de Beaurepaire considère que les noms de personnes germaniques ne sont jamais suivis du suffixe -onem. Il pourrait s'agir encore du nom de personne germanique Wineraus pris absolument et remplacé plus tard par le nom de personne germanique Wintro(n).

## Géographie

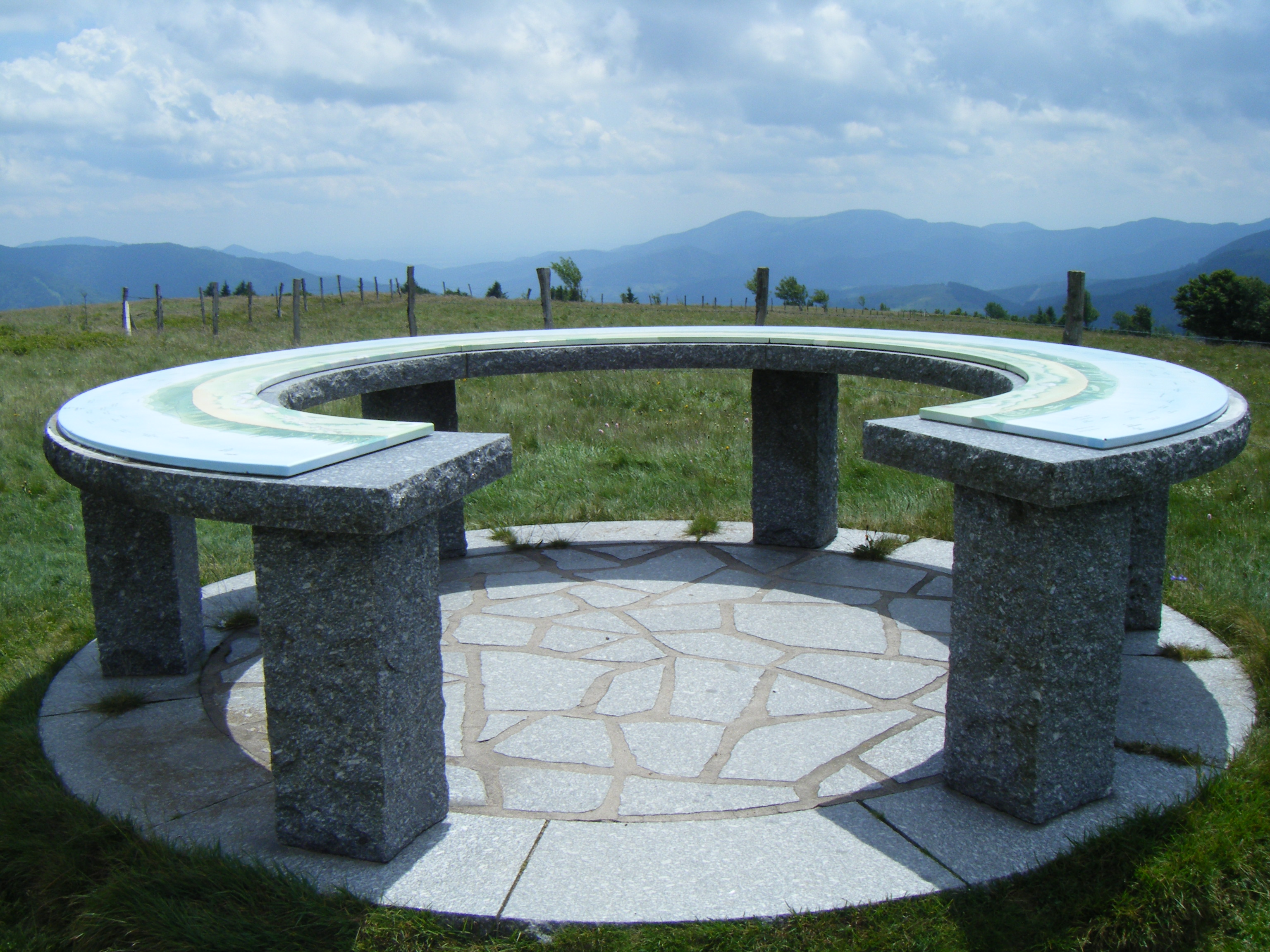
La table d'orientation panoramique du Grand Ventron.

### Situation, topographie
Le Grand Ventron est le point culminant et central du massif du même nom qui s'étend du col de Bramont au nord jusqu'au col d'Oderen au sud. Selon cet axe qui sépare la Lorraine de l'Alsace, on relève l'Altenberg (1 197 m), le col de Pourri Faing, le Hasenlochkopf (1 135 m), le Rothenkopf (1 137 m), le col du Bockloch, le Bocklochkopf, le Grand Ventron, le Petit Ventron, la Tête du Chat Sauvage (1 153 m), le Haut de Felsach (1 161 m) et le Felsachkopf (1 107 m). Une chaîne part vert l'ouest entre les communes de Cornimont et de Ventron, avec successivement la Tête de la Vache Brûlée (1 135 m), le col des Écharges, la colline du Ventron (1 085 m), le col de la Place du Bois, la Tête du Broche (1 103 m), le Haut de Tomteux (1 066 m) et le Rocher des Quatre Clochers.
On peut rattacher au même massif la barre qui sépare Cornimont de La Bresse, partant de l'Altenberg, avec — d'est en ouest — le col de la Vierge, la Tête du Baudret (1 112 m), le Collet Mansuy, la Tête des Corbeaux (1 086 m, près du lac éponyme), le col du Brabant (878 m et sa station de ski) et le Faing Berret (999 m).

### Géologie
Le Grand Ventron est formé essentiellement d'un granite acide à biotite. Dans certaines zones, on observe la présence de granites plus alcalins, avec une composition de biotite et muscovite.

### Climat
Le sommet bénéficie de précipitations importantes, atteignant les 2 000 mm, et d'une couverture neigeuse généralement dense et persistante, allant de 4 à 6 mois de décembre à mai. La température moyenne annuelle s'élève à 5 °C.

### Faune et flore
Le massif est l'un des derniers refuges du Grand Tétras. L'espèce est toutefois en déclin et un renforcement a été décidé par la capture de quelques dizaines d'individus originaires de Norvège. La pertinence de cette opération est toutefois contestée par des associations environnementales.
La pratique des loisirs, ski de fond notamment, est réglementée. Le loup a été photographié à proximité de Ventron en 2011.
La réserve naturelle nationale du massif du Ventron, créée en 1989, s'étend sur 1 647 hectares. Elle abrite l’une des rares forêts du massif vosgien à avoir conservé son caractère originel ainsi qu'un vaste réseau de clairières tourbeuses.

## Histoire
Avant la rétrocession de l'Alsace à la France en 1920 à la suite du traité de Versailles, la crête nord-sud du Grand Ventron matérialisait la frontière entre les deux pays. Plusieurs bornes anciennes en témoignent encore. Depuis, cette frontière est celle entre les départements des Vosges et du Haut-Rhin.
Au cours de la Seconde Guerre mondiale, en 1940, la crête secondaire qui passe par le Grand Ventron, le Felsach et le col d'Oderen est souvent citée comme un itinéraire privilégié par les soldats français qui fuyaient du nord vers la zone libre. À cette occasion, à la chaume du Grand Ventron, le chalet du Club alpin français cachait, restaurait, habillait cette armée en fuite avec la complicité du village.

## Activités humaines
Une route forestière longe la ligne de crête par l'ouest, du col de la Vierge (voisin du lac des Corbeaux) vers le col d'Oderen. On y trouve une petite auberge, la Chaume du Grand Ventron et un refuge du Club alpin français.
Les sports d'hiver sont peu représentés sur le massif, hormis du côté bressaud. Le premier téléski a été implanté en 1960 à Supervallée, sur des pistes aujourd'hui oubliées près du lac des Corbeaux. Plus récente, orientée vers une pratique familiale, la station du Brabant s'est équipée de canons à neige ; elle propose également des randonnées ski de fond et raquettes.